# Села при Драгатушу
Села при Драгатушу (словен. Sela pri Dragatušu) је насељено место у општини Чрномељ, регија Југоисточна Словенија, Словенија.

## Историја
До територијалне реорганизације у Словенији била су у саставу старе општине Чрномељ.

## Становништво
У попису становништва из 2011. године, Села при Драгатушу су имала 76 становника.
| Број становника према пописима | Број становника према пописима | Број становника према пописима |
| ------------------------------ | ------------------------------ | ------------------------------ |
| 1991                           | 2002                           | 2011                           |
| 74                             | 72                             | 76                             |